# Tafrinomicotins
Els tafrinomicotins (Taphrinomycotina) són un subfílum (o subdivisió) de fongs ascomicots (Ascomycota). Els estudis filogenètics suggereixen que és un grup monofilètic i basal amb la resta dels Ascomycota.

## Taxonomia
La subdivisió Taphrinomycotina inclou sis classes:
- Classe Archaeorhizomycetes. Conté un sol gènere (Archaeorhizomyces) amb dues espècies.
- Classe Neolectomycetes. Tenen un sol gènere, Neolecta, que pot tenir un estadi de llevat.
- Classe Novakomycetes. Només un gènere (Novakomyces) i una espècie.
- Classe Pneumocystidomycetes. Inclou un sol gènere, Pneumocystis, que causa un tipus de pneumònia en humans, la pneumònia per Pneumocystis (PCP).
- Classe Schizosaccharomycetes. Inclou un únic gènere de llevats (Schizosaccharomyces) que es reprodueixen per fissió binària més que no pas per gemmació.
- Classe Taphrinomycetes. Són paràsits dimòrfics de plantes (p. e. Taphrina); tenen un estadi de llevat i un estadi d'hifes filamentoses en les plantes que infecten.